# Wilbert D. Pearson mlajši
Wilbert D. Pearson mlajši, ameriški vojaški pilot in general.
Pearson se je vpisal v zgodovino kot prvi pilot, ki je izstrelil protisatelitsko raketno orožje, ki je zadela svoj cilj (odslužen komunikacijski satelit) in ga tudi uničila. Predhodno je med vietnamsko vojno naletel 364 bojnih ur.
1. januarja 2005 se je upokojil.

## Napredovanja
- poročnik - 10. september 1970
- nadporočnik - 10. marec 1972
- stotnik - 10. junij 1974
- major - 1. november 1981
- podpolkovnik - 1. februar 1986
- polkovnik - 1. november 1991
- brigadni general - 1. april 1997
- generalmajor - 1. julij 2001